# Алибаев, Сагид Рахматович
Сагид (в некоторых источниках — Сагит) Рахматович Алибаев (баш. Сәғит Рәхмәт улы Әлибаев; 1903—1975) — советский государственный деятель, педагог. Кандидат педагогических наук (1955), Заслуженный учитель школы РСФСР (1960).

## Биография
Родился 23 ноября 1903 года в деревне Ямансарово Оренбургского уезда Оренбургской губернии (ныне Куюргазинского района Башкортостана).
В 1926 году окончил Оренбургский башкирский педагогический техникум.
В 1926—1928 гг. являлся директором Баймакской и Мухамедьяровской школ Зилаирского кантона Башкирской АССР.
В 1929—1932 гг. заведовал отделом культуры газеты «Кызыл Башкортостан».
В 1932 году окончил Академию коммунистического воспитания имени Н. К. Крупской.
В 1932—1936 гг. — директор Оренбургского башкирского педагогического техникума. В то же время — преподаватель Оренбургской высшей коммунистической сельскохозяйственной школы.
В 1936—1937 гг. был инструктором отдела школ при Башобкоме ВКП(б).
В 1937—1938 гг. — Народный комиссар просвещения Башкирской АССР.
В 1941—1945 гг. — комиссар, заместитель командира полка по политической части 112-й Башкирской кавалерийской дивизии.
В 1946—1954 гг. — Министр просвещения Башкирской АССР.
В 1954—1959 гг. — директор Стерлитамакского государственного педагогического института.
В 1959—1966 гг. — директор Башкирского филиала НИИ национальных школ Академии педагогических наук РСФСР.
Избирался депутатом Верховного Совета СССР I созыва, Верховного Совета Башкирской АССР I и II созывов.
Умер 2 января 1975 года. Похоронен на Мусульманском кладбище г. Уфы.

## Семья
С фронтов Первой мировой войны в родную деревню, в дом старшего брата Рахмата, вернулись два брата Алибаевых — Галиулла и Ибатулла. Галиулла стал председателем волостного комитета и начальником продовольственного отряда, Ибатулла — председателем сельского совета. Отряд под водительством старшины Сафара Идельбаева арестовал братьев Ибатуллу и Галиуллу Алибаевых, и после допросов и пыток их расстреляли на глазах односельчан.
Рахмат, отец Сагида, был избран делегатом 1-го губернского съезда Советов в Оренбурге весной 1918 года.
Сын — Темир (в журнале «Бельские просторы» опечатка в имени) Алибаев, к.м.н., автор воспоминаний об отце.

## Память
Ул. Сагита Алибаева — в с. Ямансарово, Куюргазинский район, Республика Башкортостан.

## Звания и награды
- Заслуженный учитель школы РСФСР (1960);
- Дважды награждён орденом Красного Знамени (оба в 1943 году);
- Орден Красной Звезды (1943);
- Орден Трудового Красного Знамени (1949) и др.